# Kazuya Miyahara
Kazuya Miyahara (宮原 和也 Miyahara Kazuya?,  Asaminami-ku, Hiroshima, Hiroshima, 22 de marzo de 1996) es un futbolista japonés. Juega de centrocampista y su equipo es el Tokyo Verdy de la J1 League de Japón.

## Trayectoria

### Clubes
| Club                                        | País  | Año       |
| ------------------------------------------- | ----- | --------- |
| Sanfrecce Hiroshima                         | Japón | 2014-2018 |
| Selección sub-22 de la J. League (préstamo) | Japón | 2015      |
| Nagoya Grampus (préstamo)                   | Japón | 2017-2018 |
| Nagoya Grampus                              | Japón | 2019-2022 |
| Tokyo Verdy                                 | Japón | 2023-     |

### Selección nacional
| Selección | País  | Año       |
| --------- | ----- | --------- |
| Sub-17    | Japón | 2011-2013 |
| Sub-20    | Japón | 2014      |
| Sub-23    | Japón | 2015      |

## Palmarés

### Títulos nacionales
| Título             | Club                | País  | Año  |
| ------------------ | ------------------- | ----- | ---- |
| Supercopa de Japón | Sanfrecce Hiroshima | Japón | 2013 |
| J1 League          | Sanfrecce Hiroshima | Japón | 2013 |
| Supercopa de Japón | Sanfrecce Hiroshima | Japón | 2014 |
| J1 League          | Sanfrecce Hiroshima | Japón | 2015 |
| Supercopa de Japón | Sanfrecce Hiroshima | Japón | 2016 |
| Copa J. League     | Nagoya Grampus      | Japón | 2021 |